# 陈华贵
丹斯里陈华贵（1945年8月31日－）是马来西亚前能源、水务与绿色工艺部长，曾任砂拉越州美里国阵人联党国会议员，也是前任人联党主席。在第四任首相马哈迪·莫哈末执政下曾担任房屋及地方政府部第一副部长（1995年至2004年）。

## 早期生活
陈华贵出生在砂拉越州的古晋。